# 매튜 로렌스 (1950년)
매슈 로런스(Matthew Laurance, 1950년 3월 2일 ~ )는 미국의 배우이다.
퀸스에서 태어났다.

## 출연 작품
- 트위스트 오브 페이스 (1999년)
- 브리드 어파트 (1998년)
- 나이트 런닝맨 (1994년)
- 두 남자와 한 여자 (1990년)
- 법정 사건 (1989, Do You Know the Muffin Man?)
- 에디 앤드 크루져 2 (1989년)
- 뽀빠이 도일 (1986년)
- 세인트 엘모의 열정 (1985년)
- 슈퍼 탱크 작전 (1984년)
- 스트리트 오브 파이어 (1984년)
- 도시의 제왕 (1981년)

### 텔레비전
- 비버리힐즈의 아이들 (1990년) - 멜 실버 역
- 원 트리 힐 (2003년)
- 새터데이 나잇 라이브 (1975년)